# 龟头棘胎鳚
龜頭棘胎鳚（學名：Acanthemblemaria balanorum），為輻鰭魚綱鳚形目煙管鳚科棘胎鳚屬的一種，分布於中太平洋東部加利福尼亞灣海域 and Ecuador.，深度1至5公尺，本魚體延長、頭短鈍，吻部有小尖刺，吻部和眼下有刺，額骨上有棒狀骨刺或小結節，鼻孔和眼睛上方有觸鬚，頭部和下顎呈紫色至紅色，眼睛下方下顎側面有一條乳白色條紋，眼睛後方和下方有乳白色斑點，中部有一排6-8個大的深棕色至黑色斑點，沿側面中部有相鄰的淺色線紋，繁殖期雄魚頭部前部為深紅色，頭部後部和身體前部為黑色，體長可達5.2公分，棲息在沿海礁石區，通常躲在空的藤壺殼中，以浮游動物為食，生活習性不明。